# Arthur (Dakota del Nord)
Arthur è un centro abitato (city) degli Stati Uniti d'America, situato nella Contea di Cass nello Stato del Dakota del Nord. Nel censimento del 2000 la popolazione era di 402 abitanti. La città è stata fondata nel 1881.

## Geografia fisica
Secondo i rilevamenti dell'United States Census Bureau, la località di Arthur si estende su una superficie di 3,9 km², tutti occupati da terre.

## Popolazione
Secondo il censimento del 2000, ad Arthur vivevano 402 persone, ed erano presenti 82 gruppi familiari. La densità di popolazione era di 102 ab./km². Nel territorio comunale si trovavano 140 unità edificate. Per quanto riguarda la composizione etnica degli abitanti, il 94,53% era bianco e il 2,24% era nativo. L'1,94% apparteneva ad altre razze, mentre l'1,99% a due o più razze. La popolazione di ogni razza ispanica corrispondeva al 5,22% degli abitanti.
Per quanto riguarda la suddivisione della popolazione in fasce d'età, il 28,9% era al di sotto dei 18, il 2,5% fra i 18 e i 24, il 23,6% fra i 25 e i 44, il 15,9% fra i 45 e i 64, mentre infine il 29,1% era al di sopra dei 65 anni di età. L'età media della popolazione era di 40 anni. Per ogni 100 donne residenti vivevano 85,3 maschi.